# Friedrich Berber
Friedrich Joseph (Fritz) Berber (* 27. November 1898 in Marburg; † 23. Oktober 1984 in Kreuth) war ein deutscher Völkerrechtler und Staatsphilosoph. Er war ab 1937 Leiter des an der Berliner Universität angesiedelten, aber tatsächlich dem Auswärtigen Amt untergeordneten Deutschen Instituts für Außenpolitische Forschung. Für viele der deutschen Vertragsbrüche in der Zeit zwischen 1933 und 1945 lieferte Berber die passende völkerrechtliche Rechtfertigung und fungierte als Ribbentrops außenpolitischer „Propagandist“. Nach dem Krieg setzte er in der BRD seine Karriere als Professor an der Universität München fort. Er wurde durch sein Werk Die Rechtsquellen des internationalen Wassernutzungsrechts bekannt und veröffentlichte ein mehrbändiges Standardwerk zum Völkerrecht.

## Leben

### Herkunft und Studium
Berber war Sohn eines Methodistenpredigers. Nach dem Abitur 1917 in Ansbach wurde er zum Militär eingezogen, zunächst beim Königlich Bayerischen 14. Infanterie-Regiment „Hartmann“ und dann beim stellvertretenden Generalkommando des III. Königlich Bayerischen Armee-Korps; er wirkte als Hilfskraft in der Politischen und Rechtsabteilung.
Nach der Entlassung als Gefreiter 1919 studierte Berber als Stipendiat der Stiftung Maximilianeum Rechtswissenschaften an der Rechts- und Staatswissenschaftlichen Fakultät der Universität München (u. a. Vorlesungen bei Max Weber) und 1922 in England am Woodbrooke College, dem Study Centre der Quaker in Selly Oak bei Birmingham, Vereinigtes Königreich. Während seiner Studienzeit wurde er Mitglied der Deutschen Christlichen Studentenvereinigung (DCSV) und zeitweilig der Böhmischen Brüder, einer religiösen Gemeinschaft. 1920 war er Tagungsteilnehmer des Christlichen Studenten-Weltbundes in Beatenberg, Schweiz.
Nachdem er beide juristische Staatsexamina (1922 und Staatskonkurs 1926) abgelegt hatte, hielt er zusammen mit dem Professor Horace Alexander am Woodbrooke College Kurse in Politische Wissenschaften ab und veranstaltete einen eigenen Kurs über die politischen Verhältnisse in der jungen deutschen Demokratie. 1927 trat er in den bayerischen Justizdienst ein, er wurde zunächst Assessor in der Abteilung „Staatsrecht und internationales Recht“ im Bayerischen Justizministerium in München und danach Staatsanwalt und Amtsrichter. Im Jahre 1928 wurde er bei August Köhler an der Juristischen Fakultät der Friedrich-Alexander-Universität Erlangen mit der Dissertation Die Rechtsbeziehungen der britischen Dominions zum Mutterland zum Dr. jur. (summa cum laude) promoviert. 1929 war er für drei Monate auf einer Vortragsreise in den USA mit Stationen in Yale und Harvard.

### Hochschullehrer in Berlin und Hamburg
Von 1930 bis zur Eingliederung in das Deutsche Auslandswissenschaftliche Institut (DAWI) der Friedrich-Wilhelms-Universität im Jahr 1940 war der Landgerichtsrat Berber, der sich beurlauben ließ, Dozent für Staats- und Völkerrecht der Deutschen Hochschule für Politik (DHfP). Als Assistent von Erich Kaufmann war er in die Streitfragen zwischen Danzig und Polen vor dem Ständigen Internationalen Gerichtshof in Den Haag eingebunden. 1932 wurde er Generalsekretär der durch die Rockefeller-Stiftung geförderten Forschungsabteilung an der DHfP und 1933 Herausgeber des hauseigenen Jahrbuchs für politische Forschung.
Bis zur „Machtergreifung“ galt er als eher „linker“ oder „linksliberaler“ Geist. Gegen den „Judenboykott“ der Nationalsozialisten von 1933 zeigte er Ungehorsam und wollte wegen der Verfolgung der Juden mit seinen religiösen Weggefährten gar ein Institut in London gründen. Trotzdem wurde er nach 1933 nicht entlassen, vielmehr wurde er Abteilungsleiter (1934–1937) im Kaiser-Wilhelm-Institut für ausländisches öffentliches Recht und Völkerrecht in Berlin. 1934 wurde er durch die Rechts- und Staatswissenschaftliche Fakultät der Universität Hamburg für den Lehrstuhl für Öffentliches Recht I (Nachfolge von Kurt Perels) vorgeschlagen, er konnte sich allerdings nicht gegen Ernst Forsthoff, der von Adolf Rein favorisiert wurde, durchsetzen. Die Bewerbung scheiterte letztlich am Gutachter der Hochschulkommission der NSDAP, Carl Schmitt, der Forsthoff nahestand. Berber vertrat zum Wintersemester 1934/35 bis zur Neubesetzung das Ordinariat. Er beantragte am 25. November 1937 die Aufnahme in die NSDAP und wurde rückwirkend zum 1. Mai desselben Jahres aufgenommen (Mitgliedsnummer 5.849.139), ferner war er Mitglied im NS-Dozentenbund, im NS-Rechtswahrerbund und in der Reichspressekammer. Im selben Jahr wurde Berber vom Reichserziehungsministerium an die Universität Berlin versetzt, zunächst zum außerordentlichen Professor für Völkerrecht, dann ordentlichen Professor (1940) an der Rechts- und Staatswissenschaftlichen Fakultät ernannt. Er war dort schwerpunktmäßig im Öffentlichen Recht tätig.

### Tätigkeit für das Auswärtige Amt
In Hamburg wurde er 1936 Stellvertreter Adolf Reins an dem von Albrecht Mendelssohn Bartholdy 1922 gegründeten Institut für Auswärtige Politik (IAP), nachdem dieser im Zuge der antisemitischen Verfolgung nach 1933 aus seinem Amt gejagt worden war. Ab 1937 wurde Berber Direktor des Deutschen Instituts für außenpolitische Forschung, in das das IAP integriert wurde. Für dieses gab er auch die Monatshefte für Auswärtige Politik (später Auswärtige Politik) und das „Jahrbuch Auswärtige Politik“ heraus. Das Institut stellte jedoch faktisch eine Einrichtung dar, so der Politikwissenschaftler Gideon Botsch, hinter der sich „die Arbeit der Deutschen Informationsstelle, einer Propagandazentrale des Auswärtigen Amtes, versteckte“. Berber beriet Joachim von Ribbentrop als Völkerrechtsexperte und trug im Auswärtigen Amt ab 1939 den Titel „Gesandter 2. Klasse“. Von 1943 bis 1945 reiste Berber regelmäßig im Auftrag Ribbentrops zum Internationalen Komitee vom Roten Kreuz (IKRK) in Genf in der Schweiz; im Sommer 1944 entsandte ihn Ribbentrop auf Bitten Carl Jacob Burckhardts als ständigen Delegierten zum IKRK. Entgegen späteren übertriebenen Darstellungen war er im Sommer 1944 lediglich an „marginale[n] technische[n] Zuträgerdienste[n]“ bei der Rettung ungarischer Juden beteiligt. Auch die Rettung französischer Juden aus dem KZ Ravensbrück lassen sich eher als „Überwindung formaler Schwierigkeiten“ deuten.
Dem Juristen Hermann Weber gilt er als „exemplarische[r] Opportunist[]“, der insbesondere zwischen 1937 und 1945 entscheidend mitgestaltete. Er war nicht notgedrungen ein „loyaler Parteigänger“ und Antisemit, wohl aber jemand, der sich mit der Außenpolitik der Nationalsozialisten identifizieren konnte. Als nationalsozialistischer Propagandist lieferte Berber die passende ideologische Untermauerung der nationalsozialistischen außenpolitischen Verletzung internationaler Verträge. So gab er 1936 bei der gegen die Verträge von Locarno (1925) verstoßenden Besetzung des entmilitarisierten Rheinlandes durch die Wehrmacht das Buch Locarno: Eine Dokumentensammlung mit einem Vorwort von Joachim von Ribbentrop heraus, in dem dargelegt wurde, dass nicht Deutschland Verträge gebrochen habe, sondern Frankreich vorher mit dem Abschluss eines Beistandspaktes mit der Sowjetunion. Das Buch war eine „Rechtfertigung von Hitlers Politik der Absage an Abrüstung und Zusammenarbeit im Völkerbund und seiner Politik der Wiedereinführung der Wehrpflicht und der auf vollen Toren laufenden Wiederaufrüstung“. Als 1939 der Überfall auf Polen erfolgte, stand das Buch Das Diktat von Versailles: Entstehung, Inhalt, Zerfall bereit. Als es gegen Frankreich und England ging, veröffentlichte er passend das Buch dazu Deutschland – England 1933–1939: Die Dokumente des deutschen Friedenswillens.
Als dem Regime dienender Propagandist interpretierte Berber die amerikanische Monroe-Doktrin, die Hitler zeitweise als Begründung für „Europa den Europäern“ (d. h.: den Deutschen) herangezogen hatte, als zeitgebunden und nur für ihre Entstehungszeit gültig. Berber verwendete ab 1942 lieber den Terminus „Lebensraum“, um die NS-Ansprüche auf die Beherrschung Europas zu untermauern. Gegenüber dem Historiker Peter Longerich bestritt er später, eine NS-Außenpolitik propagiert zu haben, was dieser „auf Grund des vorliegenden Materials als völlig abwegig“ bezeichnet. Berber profitierte zur Verschleierung seiner Aktivitäten von eigenartigen institutionellen Verschachtelungen der NS-Außenpropaganda, die Longerich insoweit darstellt, als sie bis Mitte der 1980er Jahre erforscht wurden. Er bedauert, „dass Berber und seinem Apparat bisher durch die Forschung wenig Beachtung geschenkt wurde“ und formuliert vorsichtig: „Es ist aber durchaus nicht auszuschließen, dass der Professor auch als Berater Ribbentrops fungierte und in dieser Rolle möglicherweise einen gewissen Einfluss auf außenpolitische Vorstellungen und Einstellungen Ribbentrops besaß.“
Seabury, der Unterlagen des Wilhelmstraßen-Prozesses auswertete, bezeichnete Berber 1954 als einen „Sonderberater“ Ribbentrops, der parallel zu Emil von Rintelen und Paul Karl Schmidt in drei getrennten Teams „Material für die Planung der zukünftigen Neuen Ordnung Europas sammeln und bearbeiten“ sollte. Vom AA war Hans Heinrich Lammers beteiligt.

### Tätigkeit nach dem Zweiten Weltkrieg
Wie alle nationalsozialistischen Professoren war Berber zum 8. Mai 1945 entlassen worden. Er musste sich entnazifizieren lassen. Dies gelang ihm wie fast allen Nazis nach einiger Zeit problemlos trotz seiner Tätigkeit für Ribbentrop. Hingegen galt er der 1949 neu gegründeten  Deutschen Gesellschaft für Völkerrecht wegen seiner Tätigkeit als Berater Ribbentrops als „politisch belastet“ und wurde zunächst nicht aufgenommen. Später versuchte er seine Rolle im Nationalsozialismus zu beschönigen. Auch sein Schüler Dieter Blumenwitz überging diese Rolle Berbers bei Ribbentrop in seinem öffentlichen Glückwunsch 1978 in der Zeitschrift Archiv des öffentlichen Rechts. Da Berber keine Anstellung an einer Universität fand, arbeitete er zunächst als Rechtsanwalt am Bodensee. Er wurde auch als Rechtsberater der französischen Besatzungsregierung in Baden-Baden eingesetzt. Von 1951 bis 1954 arbeitete Friedrich Berber als völkerrechtlicher Berater in Indien.
Berber trat 1954 in die rechtswissenschaftliche Fakultät der Ludwig-Maximilians-Universität München ein und übernahm 1954 als Nachfolger des aus der Emigration zurückgekehrten Erich Kaufmann das Institut für Völkerrecht, Rechts- und Staatsphilosophie. Überdies lehrte er Völkerrecht und Außenpolitik an der Hochschule für Politik München. Berber hatte einen großen Schülerkreis, zu dem u. a. Dieter Blumenwitz, Rudolf Geiger, Albrecht Randelzhofer und Manfred Wörner zählten.
Berber forschte über Kriegsverhütung und das internationale Wassernutzungsrecht. Als Legal Advisor des indischen Ministerpräsidenten Jawaharlal Nehru (ab 1950) und Legal Consultant Indiens (ab 1967) wirkte er auf die Verträge über die Wassernutzung des Indus (mit Pakistan 1960) und des Ganges (mit Bangladesch 1977). Die Helsinki Rules (1966) der International Law Association (ILA) gehen auf ihn zurück. Bekannt wurde er durch Die Rechtsquellen des internationalen Wassernutzungsrechts (1955); das mehrbändige Lehrbuch des Völkerrechts (1960 ff.; 2. Auflage 1969 ff.) gilt als Standardwerk.

## Werke
eigenständig
- Die Rechtsbeziehungen der britischen Dominions zum Mutterland. Diss. jur. Universität Erlangen 1928. Brügel & Sohn, Ansbach 1929
- Jahrbuch für Auswärtige Politik. Hrsg. Veröffentlichung des Instituts für Außenpolitische Forschung im Benehmen mit dem Auswärtigen Amt. August Gross (vormals Brückenverlag), Berlin 1934 ff. (F. B. als Hg. nachweisbar seit 1938 bis 1943)

darin u. a. als Autor: Das Jahr 1941 in der Weltpolitik. Jg. 8. 1942
- (Hrsg.): Locarno: Eine Dokumentensammlung. Vorwort Joachim von Ribbentrop. Junker &  Dünnhaupt, Berlin 1936. (Dieses Buch liefert eine Rechtfertigung des Bruchs der Locarnoverträge durch Hitler.)
- Das Diktat von Versailles: Entstehung, Inhalt, Zerfall. Eine Darstellung in Dokumenten. 2 Bde. Berlin Essener Verlagsanstalt 1939
- (Hrsg.): Deutschland – England 1933–1939: Die Dokumente des deutschen Friedenswillens. Berlin 1940 (3. Auflage 1942)
- Die amerikanische Neutralität im Kriege 1939–1941. Mit einem Dokumentenanhang. Berlin 1943. Reihe: Veröffentlichungen des Deutschen Instituts für aussenpolitische Forschung, Bd. 15. Vorher ein gleichnamiger Aufsatz in der Zeitschrift für Ausländisches und Öffentliches Recht, Jg. 1942, zaoerv.de
- Die Rechtsquellen des internationalen Wassernutzungsrechts. Oldenbourg, München 1955 (1964 als Rivers in International Law)
- Lehrbuch des Völkerrechts. 3 Bände. Beck, München 1960–1964 (2. Auflage 1969/77)
  - Bd. 1: Allgemeines Friedensrecht
  - Bd. 2: Kriegsrecht
  - Bd. 3: Streiterledigung, Kriegsverhütung, Integration
- Das Staatsideal im Wandel der Weltgeschichte. Beck, München 1973 (2. Auflage 1978, ISBN 3-406-02556-0)
- Zwischen Macht und Gewissen. Lebenserinnerungen. Hrsg. von Ingrid Strauss. Beck, München 1986, ISBN 3-406-31227-6.

Beiträge
- Epochen europäischer Gesamtordnung. In Zs. Auswärtige Politik, Berlin / Hamburg 1942, S. 916–925
- Kriegsziele und Friedensziele. In ebd. 1941, S. 987–991
- Der Mythos der Monroe-Doktrin. In ebd. 1942, S. 287–300. Wieder in: Schriftenreihe des Deutschen Instituts für Außenpolitische Forschung, Heft 6, 1943
- Die Neuordnung Europas und die Aufgabe der außenpolitischen Wissenschaft. In ebd. 1942, S. 189–195
- Der Zusammenbruch der Welt von 1919. In ebd. 1943, S. 88–100
- Europa als Erbe und Aufgabe. in: Europa. Handbuch der politischen, wirtschaftlichen und kulturellen Entwicklung des Neuen Europa. Hg. Deutsches Institut für außenpolitische Forschung, Leipzig 1943, S. 7–13
- Staat und Bürger. Festschrift für Willibalt Apelt zum 80. Geburtstag. Hrsg.  Theodor Maunz, Hans Nawiasky und Johannes Heckel. Beck, München 1958. Mit Beiträgen von F. B., Günter Dürig, Alfred Hueck, Erwin Jacobi, Richard Jaeger, Hermann Jahrreiß, Erich Molitor, Rudolf Pohle, Wilhelm Strickstrock, Fritz Voigt und Josef Wintrich.